# مشرف (عمارة)

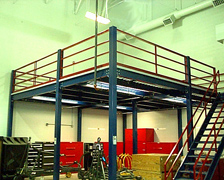
مشرفة مصنوعة من الصلب الهيكلي المستخدمة للتخزين الصناعي.

 المشرف (الجمع: مَشَارِف) أو الدَّوْر المسروق أو الطابق المسروق مصطلح في الهندسة المعمارية، وهو  بهو صغير كالشرفة، إلا أنه أكثر اتساعاً، بمعنى أخر هي عبارة عن أرضية وسطية تبنى بين الطوابق الرئيسية لمبنى، وتكون مقبلة على طابق المتواجدة فيه،  وتكون مساحتها أصغر من مساحة طابق المبنى، وبالتالي فهي لا تحصى من بين الطوابق الإجمالية للمبنى. ويستخدم هذا المصطلح أيضا للإشارة لشرفة المسرح.

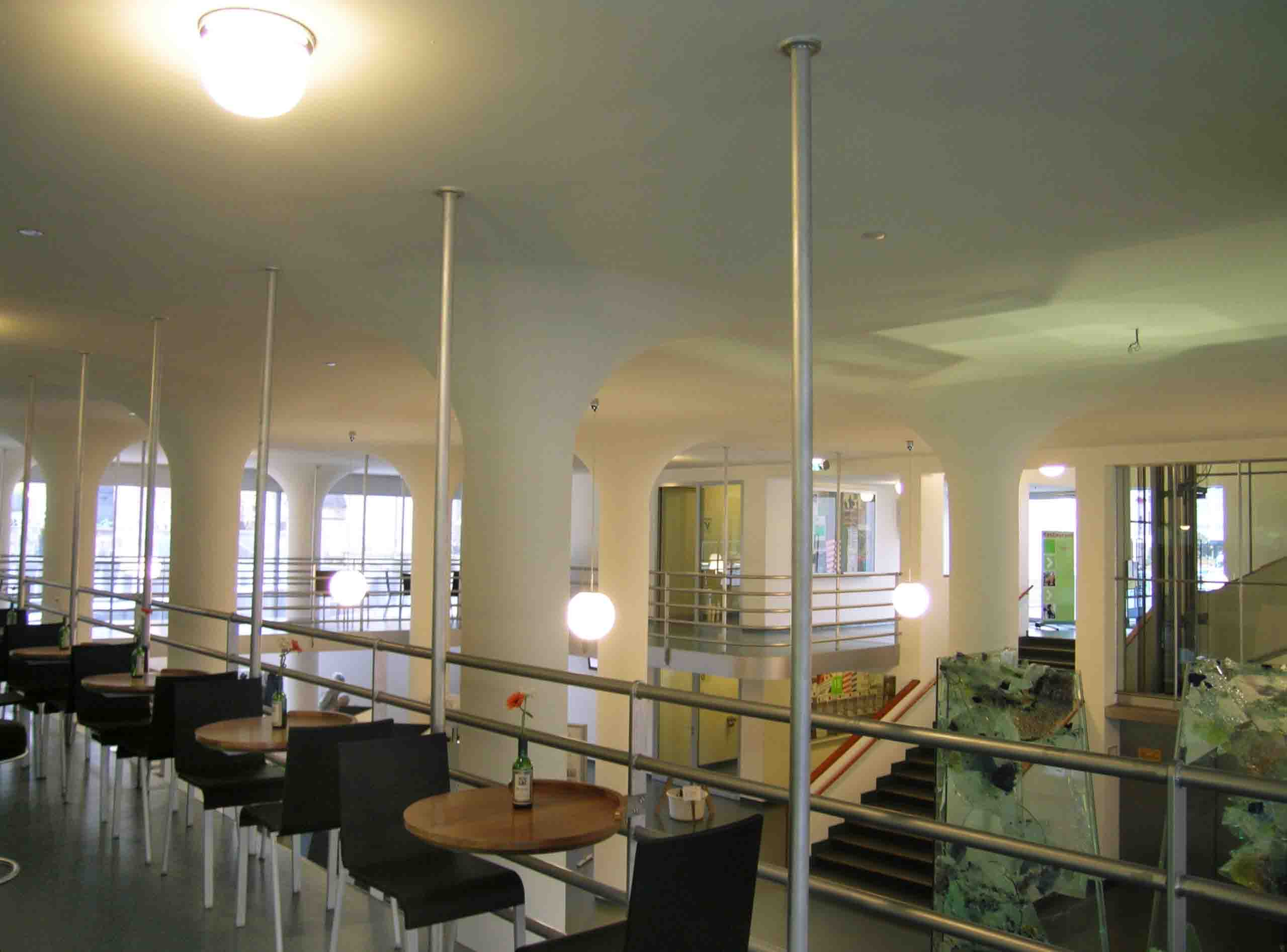
النظر من المشرف إلى الطابق الأرضي.

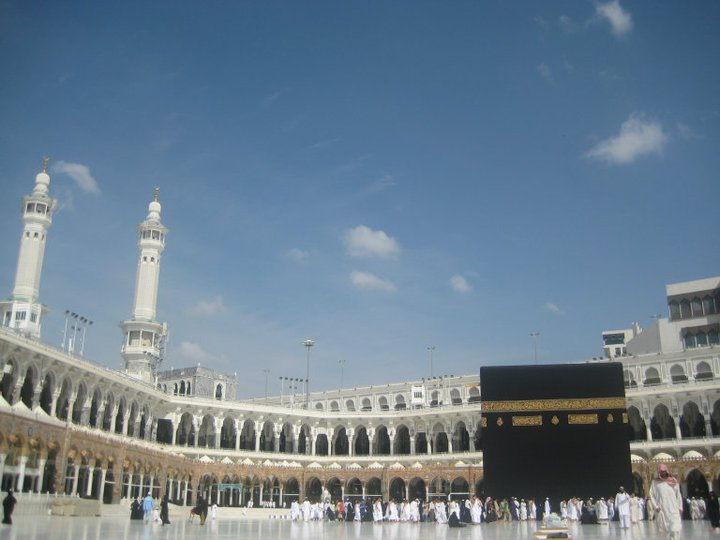
المشارف حول الكعبة المشرفة، في المسجد الحرام، بمكة المكرمة.

تتواجد المشارف في المساجد بكثرة حيث يتم بنائها بشكل أساسي في المساجد، ليستوعب المسجد عدد أكبر من المصليين، وتستخدم في حين ازدياد عدد المصلين في المسجد وعدم قدرة المسجد على استيعابهم.

## وصلات خارجية
Chisholm, Hugh, ed. (1911). "mezzanine" . Encyclopædia Britannica (بالإنجليزية) (11th ed.). Cambridge University Press.